# 膠輪捷運系統

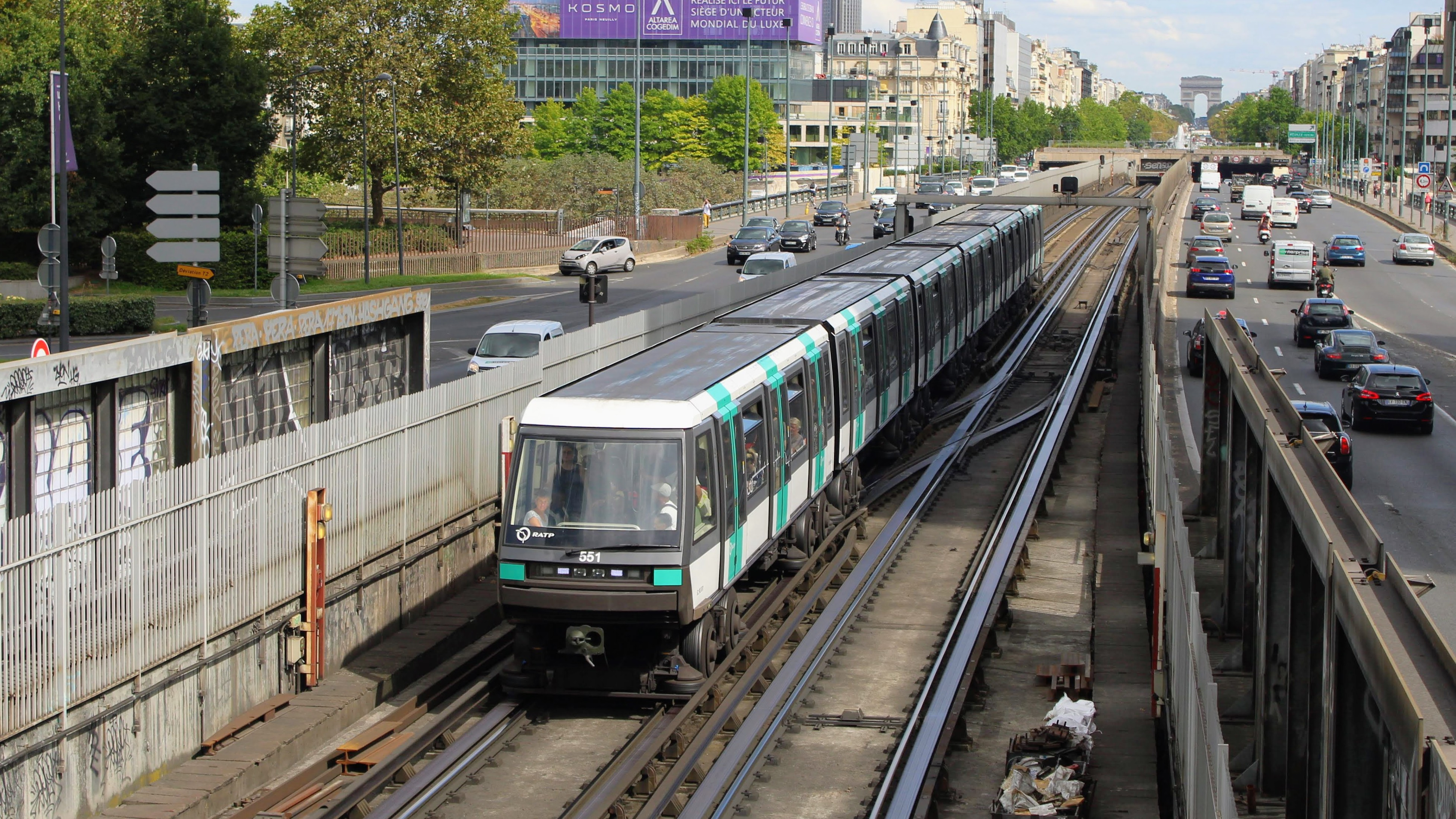
巴黎地鐵1号线MP 05型電聯車

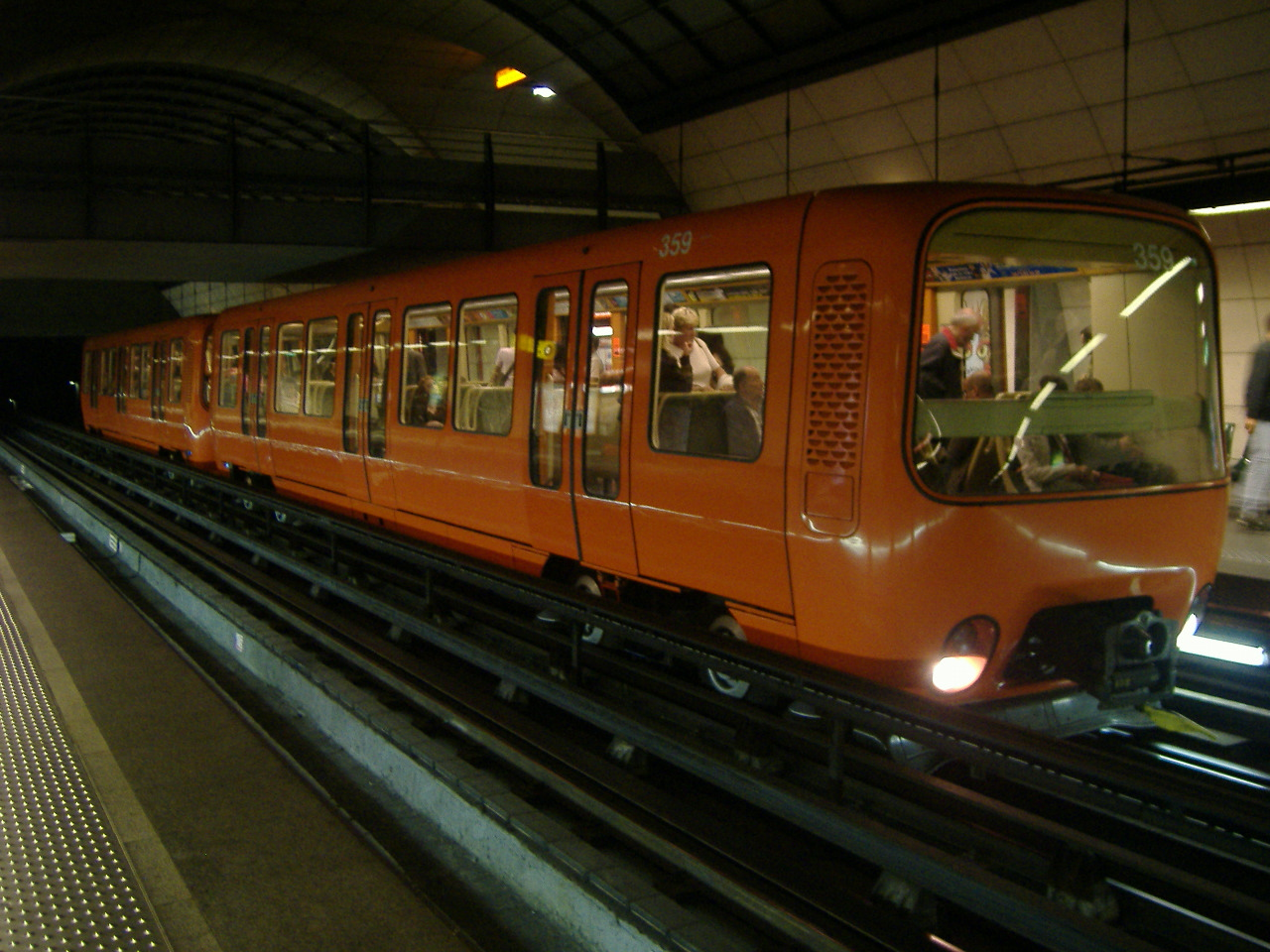
里昂地鐵MPL 85型電聯車

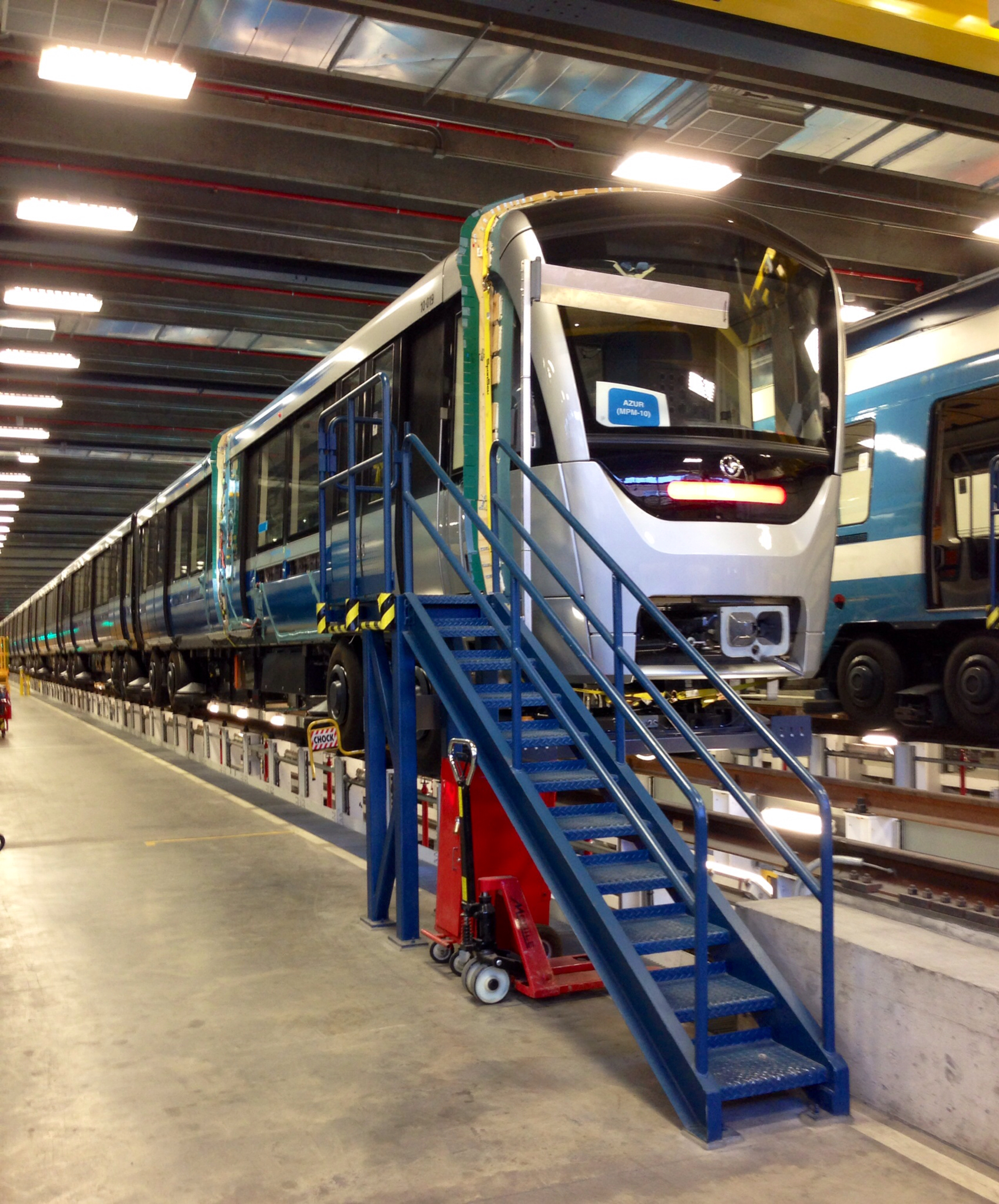
蒙特婁地鐵MPM 10型電聯車

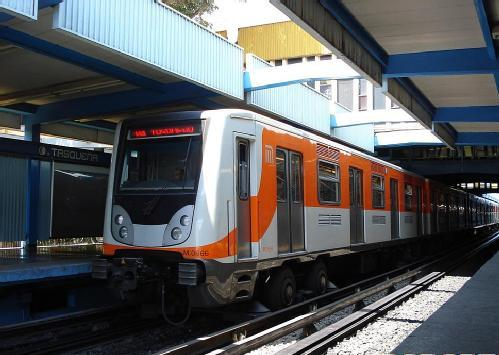
墨西哥城NM02型電聯車

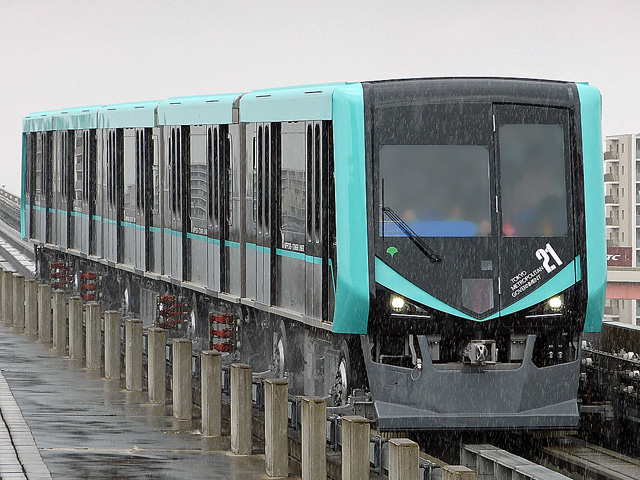
日暮里-舍人线320形電聯車

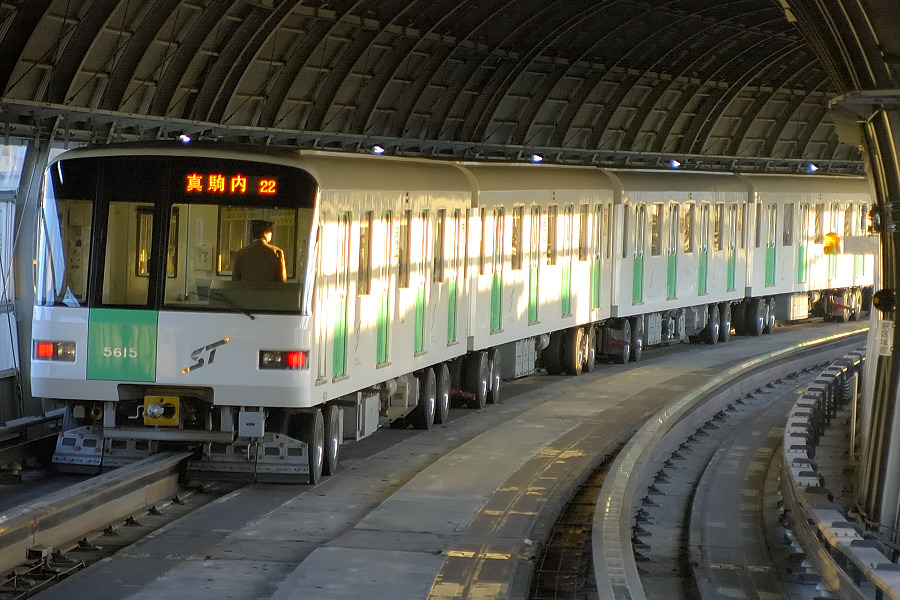
札幌市營地下鐵南北線5000型電聯車

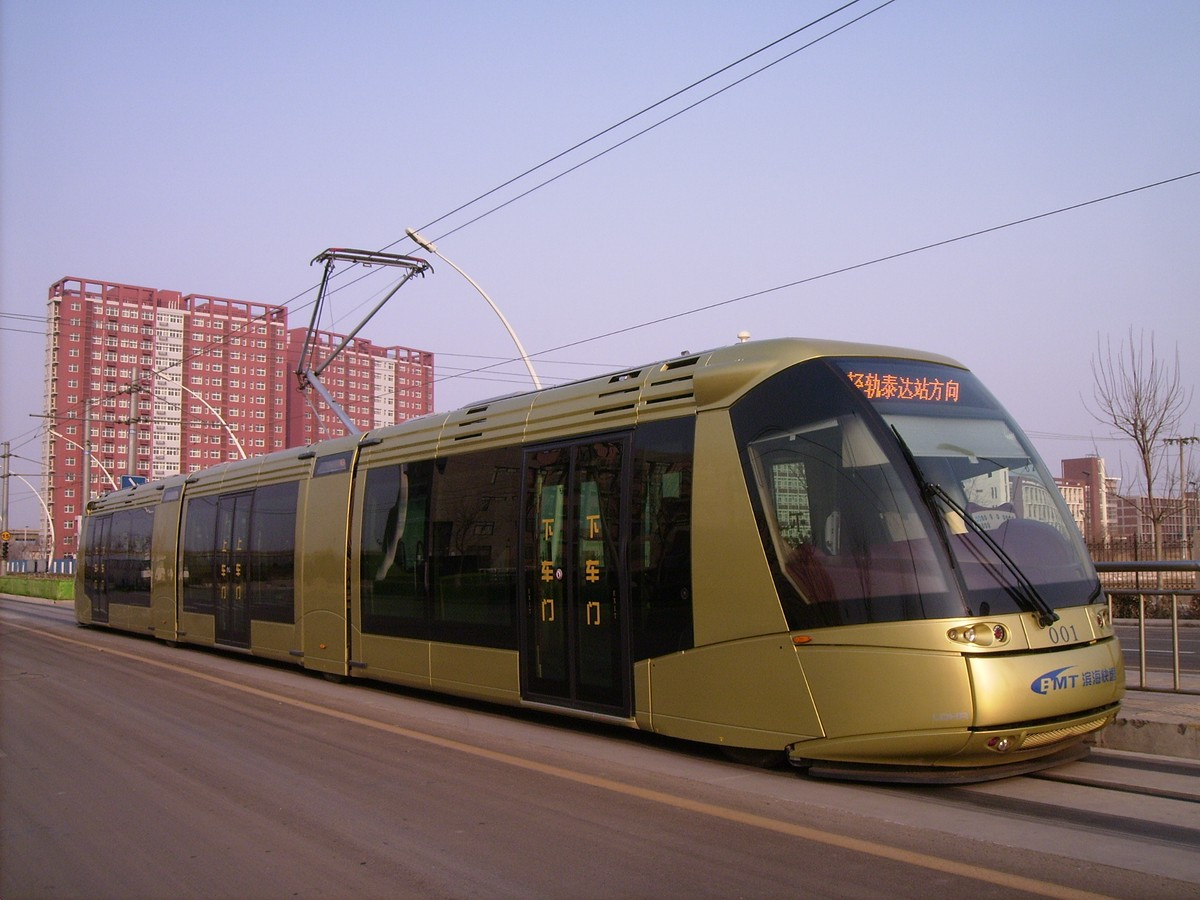
天津滨海新区泰达的导轨电车一号线

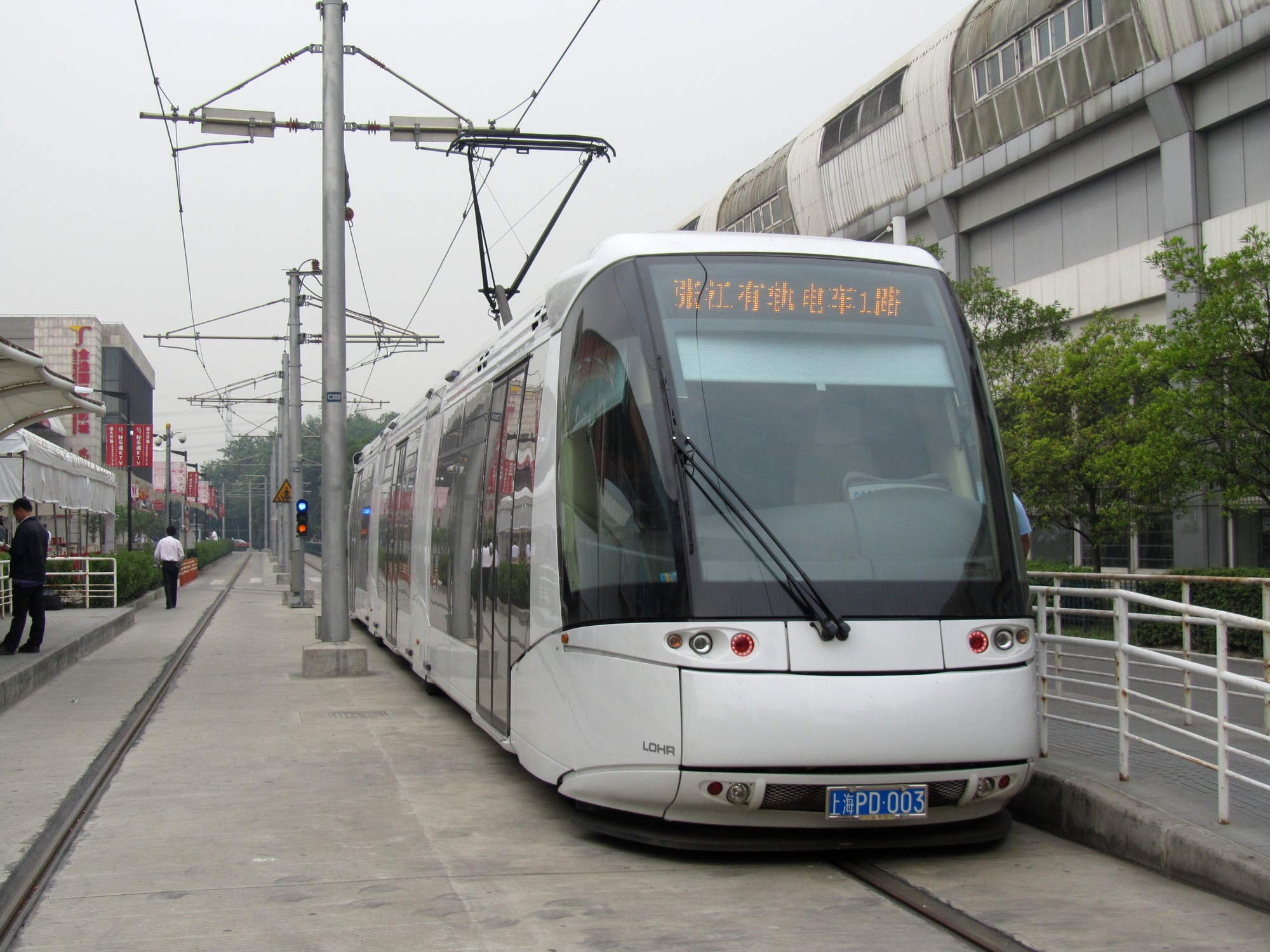
采用法国劳尔重工研制的LOHR Translohr STE 3型导轨电车的上海浦东新区张江有轨电车1路

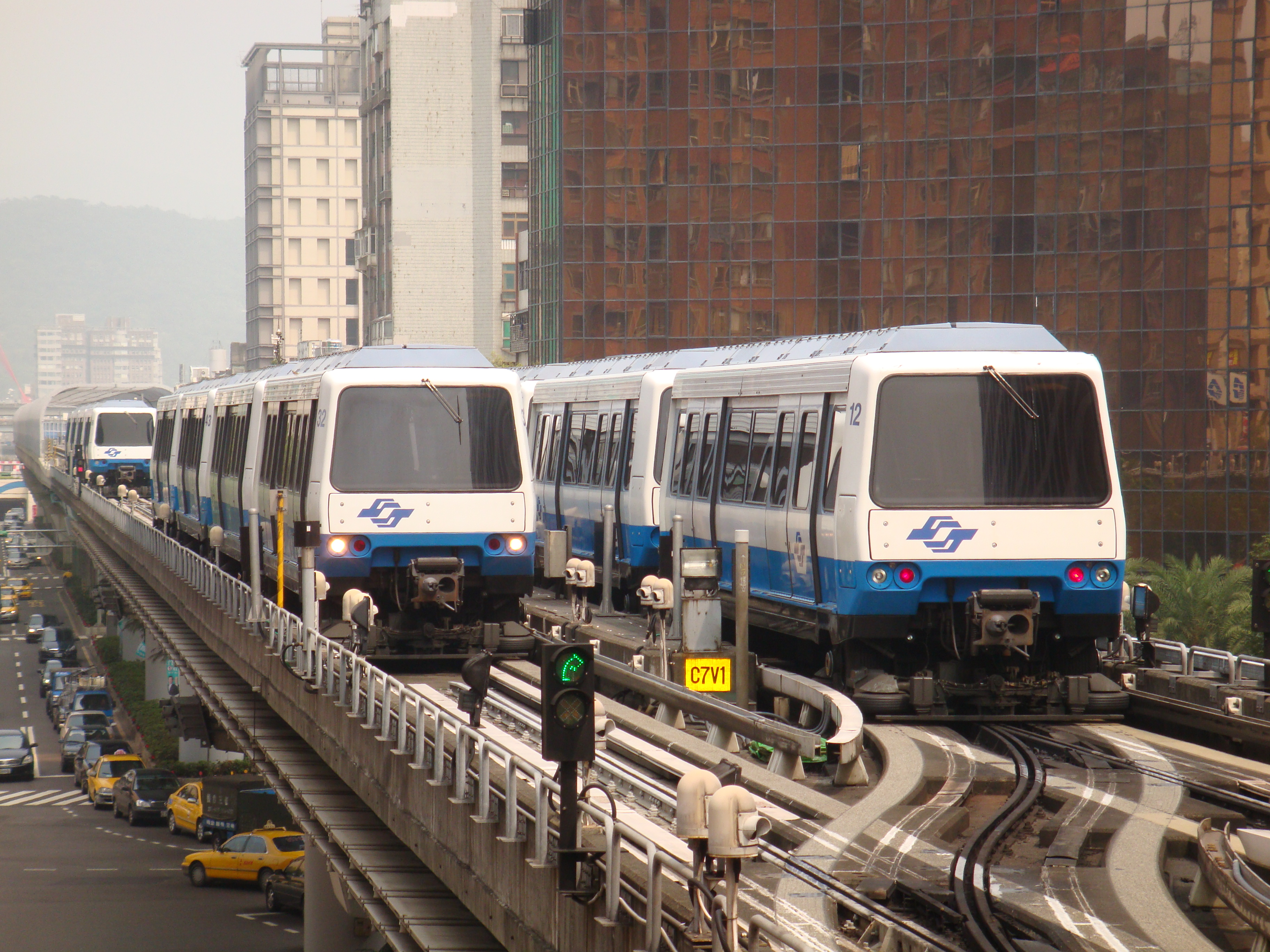
台北捷運VAL256型電聯車位于当时的中山国中站轨道末端调度，现在已经通往松山机场与内湖方向。

膠輪捷運系統是軌道運輸的一種形式，它採用了道路交通的輪胎技術。即列車的車輪不再是傳統的鋼輪，取而代之的是橡膠車輪，其行走的軌道亦有別於傳統鋼輪。與鋼輪捷運系統相比，膠輪捷運系統的普及率並不高，這很大程度上是因為膠輪捷運系統並不適合應用於高客運量的重型鐵路系統所致。
膠輪捷運系統由於不能透過行車軌道把電流回流，故只能採用軌道供電（供電及回流各一條）。

## 特點
與鋼輪捷運系統相比，膠輪捷運系統的優點有：
1. 低行駛噪音
2. 更高的加速及減速率
3. 因為輪胎本身的摩擦度使其咬地能力較強，列車可輕易爬行陡峭（最高坡度：13%）的斜坡
4. 可行走弧度半徑較小的彎位

不過，膠輪捷運系統亦有著一些非常明顯的缺點：
1. 較低的負載量
2. 較低的服務速率，常見的為每小時50公里，不過最高速率亦可達每小時70公里
3. 因為輪胎的摩擦度問題，有大部分能量會被消耗於行駛時產生的熱能
4. 輪胎除了價格要比鋼輪還要貴1.5倍，且損耗速度之快，只要稍微損傷或金屬物入侵，就要更換整條輪胎，使其更換次數相對頻密得多，所以膠輪系統的維修保養費用相當昂貴，並且處處受限於原廠人員及專利技術
5. 膠輪在嚴冬的氣候如雪和冰的肆虐下很快就會喪失高牽引力的優勢
6. 膠輪捷運技術的低普及率導致安裝及保養費用高昂
7. 膠輪捷運系統不像鋼輪系統已經被定立諸如標準軌（1,435mm）具有國際共識的規格，研製膠輪系統的不同廠商都各自具有互不兼容的專利規格，這點導致了顧客在決定變更膠輪系統的供應廠商時等同要完全重置整個系統的設備，特別是軌道
8. 光是換輪胎就會耗損掉3/4的年營收[來源請求]

由此可見，膠輪捷運系統更適合應用在輕軌捷運運輸或飛機場航站間的人員運輸。

## 歷史
膠輪捷運系統最早由法國輪胎生產商米其林及車輛製造商雷諾於1951年合作共同開發，經歷了5年的封閉測試後巴黎議會決定1930年開幕的巴黎地鐵11號線於鋼輪系統上加裝膠輪系統，成為全球首個膠輪捷運公共集體運輸軌道路線。巴黎地鐵11號線原本是為了取代趨近飽和的貝勒維爾登山纜車而建造，因為其行走路線的陡峭度成為膠輪捷運系統的優先加裝對象，及後的1、4及6號線都被更換成膠輪列車。不過在已存的鋼輪系統上加裝膠輪系統所費不菲，加裝工程只是維持到1974年6號線完成為止，1998年新落成的全自動駕駛14號線則是一開始就被建成膠輪捷運系統。
有評論指巴黎政府對高客量的1、4及6號線都加裝膠輪系統的決定並非基於技術角度出發，在第二次世界大戰結束後（1945年）為了激勵國民士氣而借更替在戰時失修的地鐵鐵路為藉口，向世界推銷本國科技的一種政策。但事實上這幾條路線擁有不少站距非常短的路段，使用鋼輪的話會無可避免地需要在出發站加速時就立即進行煞車以停靠下一站，6號線的加裝則是考慮到其營運線大部分屬於架空路段，使用膠輪可以減低列車行駛噪音對周邊市民的滋擾。5條加裝線一直保持著膠輪及鋼輪（標準軌）兩用捷運系統，此設計是為了一旦列車遇上膠輪漏氣事故時後備的鋼輪能保證列車繼續維持一定移動距離。儘管此舉導致了更高的維護費用而惹來非議，但巴黎確實是成功令別國如加拿大的蒙特婁地鐵進口和採納其技術。（蒙特婁地鐵在建造時就考慮到膠輪系統經不起嚴冬的考驗而將整個地鐵網都建於地底下。）
法國馬特拉公司的交通部門（已經被德國西門子購併）於80年代設計的一套鐵路系統，VAL（全自動輕級車輛系統）其中就採用了膠輪捷運系統，不過就剔除了包含鋼輪並用的原設計以減低成本。

## 各地使用例子

### 營運中系統

#### 歐洲
- 德國
  - 法蘭克福：法蘭克福國際機場（INNOVIA APM 100）
- 英國
  - 倫敦
    - 蓋威克機場（INNOVIA APM 100）
    - 史坦斯特機場（INNOVIA APM 100）
    - 希斯洛機場（INNOVIA APM 200）
- 瑞士
  - 洛桑：M2線（米西林機車）
- 法國
  - 巴黎
    - 巴黎地鐵：1、4、6、11及14號線（阿爾斯通）
    - 奧利機場：奧利機場內線（Orlyval） （VAL206）
    - 戴高樂機場：戴高樂機場內線（CDGVAL）（VAL208，航空站間免費接駁列車）

  - 里昂：里昂地鐵：A、B及D線（米西林機車）
  - 里耳：里爾地鐵（VAL206、208）
  - 拉昂：Poma 2000（法语：Poma 2000 de Laon）（纜索鐵路）
  - 馬賽：馬賽地鐵（米西林機車）
  - 雷恩：雷恩地鐵（VAL208）
  - 圖盧茲：圖盧茲地鐵（VAL206、208）
- 義大利
  - 都靈：都靈地鐵（VAL208）
- 西班牙
  - 馬德里：巴拉哈斯機場（INNOVIA APM 100，由龐巴迪CITYFLO550軌道系統控制）

#### 美洲
- 美國
  - 芝加哥：奧黑爾國際機場（VAL256，航空站間免費接駁列車）
  - 凤凰城：鳳凰城天港國際機場（INNOVIA APM 200）
  - 沙加缅度：沙加缅度国际机场（INNOVIA APM 100）
  - 达拉斯：沃思堡國際機場（INNOVIA APM 200）
  - 旧金山：旧金山国际机场（INNOVIA APM 100）
  - 休斯顿：喬治布希洲際機場（INNOVIA APM 100）
  - 華盛頓：華盛頓杜勒斯國際機場（Crystal Mover）
  - 丹佛：丹佛国际机场（INNOVIA APM 100）
  - 匹兹堡：匹兹堡国际机场（INNOVIA APM 100）
  - 拉斯维加斯：麥卡倫國際機場（INNOVIA APM 100）
  - 奥兰多：奥兰多国际机场（INNOVIA APM 100）
  - 亚特兰大
    - 亚特兰大国际机场（INNOVIA APM 100）
    - ATL Skytrain（英语：ATL Skytrain）（Crystal Mover）

  - 迈阿密
    - 迈阿密国际机场（INNOVIA APM 100）
    - 迈阿密地铁（INNOVIA APM 100）
    - MIA Mover（Crystal Mover）

  - 西雅图：西雅图-塔科马国际机场（INNOVIA APM 100）
  - 坦帕：坦帕国际机场（INNOVIA APM 100）
- 加拿大
  - 蒙特婁：蒙特婁地鐵（米西林機車）
- 墨西哥
  - 墨西哥城：墨西哥城地鐵（米西林機車）
- 智利
  - 圣地亚哥：圣地亚哥地铁：1、2及5號線（米西林機車）

#### 亞洲
- 新加坡
  - 新加坡輕軌
    - 武吉班讓輕軌（INNOVIA APM 100）
    - 盛港輕軌、榜鵝輕軌（Crystal Mover）

  - 樟宜機場高架旅客運送車（Crystal Mover）

- 台灣
  - 臺北市：台北捷運文湖線（VAL256及INNOVIA APM 256，皆由龐巴迪CITYFLO650軌道系統控制）
  - 桃園市：桃園國際機場旅客自動電車輸送系統（PMS）（新潟運輸系統，航空站間免費接駁列車*2）

- 日本
  - 東京
    - 臨海線（Crystal Mover）
    - 日暮里-舍人線（新潟運輸系統）

  - 橫濱市：金澤海岸線（Crystal Mover）
  - 西武鐵道：山口線（新潟運輸系統）
  - 山萬：尤加利丘線（VONA）
  - 大阪市
    - 關西國際機場Wing Shuttle（新潟運輸系統）

  - 神戶市
    - 港灣人工島線（Crystal Mover）
    - 六甲人工島線（Crystal Mover）

  - 廣島市：廣島新交通1號線（Crystal Mover）
  - 札幌市：札幌市營地下鐵（川崎重工業）

- 中華人民共和國
  - 北京：北京首都国际机场旅客捷运系统（INNOVIA APM 100，由龐巴迪CITYFLO550軌道系統控制，航廈内免費接駁列車）
  - 上海
    - 上海轨道交通浦江线

  - 廣州：珠江新城旅客自動輸送系統（INNOVIA APM 100，由龐巴迪CITYFLO650軌道系統控制）
- 香港
  - 香港國際機場旅客捷運系統（Crystal Mover、新潟運輸系統，東西客運大樓間免費接駁列車）
- 澳門
  - 澳門輕軌（Crystal Mover，由三菱重工業製造）

- 南韓
  - 京畿道：首都圈電鐵議政府輕電鐵（VAL208）
  - 釜山廣域市：釜山都市鐵道4號線

### 計劃中系統
- 中華人民共和國
  - 浙江省嘉兴市机场专用道

### 已停駛系統
- 日本
  - 愛知縣小牧市桃花台線（2006年10月1日起停駛廢線）